# Fantasy (Aldo Nova)
Fantasy è un singolo del cantante canadese Aldo Nova, il primo estratto dal suo eponimo album di debutto nel 1982. 
Il videoclip del brano fu uno dei primi a sfruttare appieno le potenzialità di MTV e trainò in maniera importante le vendite dell'album. 
La canzone è stata inserita nella colonna sonora del videogioco Saints Row: The Third nel 2011. È stata inoltre reinterpretata dagli Steel Panther come sigla dello show di MTV Rob Dyrdek's Fantasy Factory.

## Tracce
1. Fantasy – 5:05
2. Under the Gun – 3:47

## Classifiche
| Classifica (1982)             | Posizione massima |
| ----------------------------- | ----------------- |
| Canada                        | 14                |
| Stati Uniti                   | 23                |
| Stati Uniti (mainstream rock) | 3                 |